# Gerard Deulofeu
Gerard Deulofeu Lázaro, né le 13 mars 1994 à Riudarenes, est un footballeur international espagnol qui évolue au poste d'attaquant.

## Biographie

### Formation au FC Barcelone
Gerard Deulofeu rejoint La Masia, le centre de formation du FC Barcelone, en 2003 lorsqu'il est âgé de neuf ans.
Le 2 mars 2011, alors qu'il est encore en équipe junior, Deulofeu fait ses débuts en senior avec le FC Barcelone B lors d'un match de deuxième division face à Córdoba CF.
Le 29 avril 2011, Pep Guardiola le convoque avec la première équipe pour affronter la Real Sociedad en match de championnat de première division mais il n'entre pas en jeu.
Gerard Deulofeu, âgé de dix-sept ans, débute avec la première équipe le 3 août 2011 lors d'un match amical face au Chivas de Guadalajara. Trois jours après, il délivre sa première passe décisive à Seydou Keita lors du match contre Club América.
Le 29 octobre 2011, il fait ses débuts officiels avec le FC Barcelone lorsque Pep Guardiola le fait entrer à la 63e minute d'un match de championnat face à Majorque au Camp Nou.
Il fait ses débuts en Ligue des champions le 6 décembre 2011 contre le FK BATE Borisov. Durant la saison 2011-2012, Deulofeu devient un joueur important au sein du FC Barcelone B.
Deulofeu effectue la préparation pour la saison 2012-2013 avec l'équipe première du Barça entraînée par Tito Vilanova. Le 24 juillet 2012, Deulofeu inscrit son premier but avec le Barça lors du match amical contre Hambourg SV. Cinq jours plus tard, il marque un nouveau but contre le Raja Casablanca en match amical à la 89e minute.
Le 18 août 2012, lors de la première journée du championnat de D2, il inscrit trois buts face à Almeria.
Le 13 mai 2013, Gerard Deulofeu prolonge son contrat avec Barcelone jusqu'en 2017. Sa clause de départ s'élève désormais à 35 M€. En 2013, il reçoit le Prix LFP de meilleur joueur du championnat de D2 2012-2013.

### Prêt à Everton
Le 10 juillet 2013, Deulofeu est prêté pour une saison au club anglais d'Everton. Il inscrit quatre buts en vingt-neuf rencontres toutes compétitions confondues avec les Toffees.

### Prêt au Séville FC
Durant la pré-saison avec le FC Barcelone, Deulofeu ne parvient pas à s'imposer au sein de l'équipe première et l'entraîneur Luis Enrique décide de le prêter pour une saison au Séville FC. Il inscrit trois buts en vingt-huit rencontres toutes compétitions confondues.

### Signature à Everton
Le 25 juin 2015, Deulofeu s'engage pour trois saisons (plus une saison en option) avec l'Everton FC. Le transfert est estimé à 6 millions d'euros, le FC Barcelone disposant d'une offre de rachat de 9 millions d'euros qui se termine en 2017. Roberto Martínez, entraîneur d'Everton, déclare que si cette offre est concrétisée, le club anglais dispose d'une « option prioritaire sur lui » et est intéressé financièrement en cas de revente à un autre club.

### Prêt à l'AC Milan
Le 23 janvier 2017, Deulofeu est prêté pour six mois à l'AC Milan. Le 19 février suivant, il inscrit son premier but en Serie A face à la Fiorentina (victoire 2-1). 
À la suite des bonnes performances de Deulofeu en Italie, le directeur sportif du FC Barcelone Robert Fernández annonce en avril que le Barça a l'intention de récupérer le joueur pour la saison 2017-2018.
Deulofeu réintègre l'effectif d'Everton à l'issue de la saison après avoir inscrit quatre buts en dix-huit matchs toutes compétitions confondues avec les Rossoneri.

### Retour au FC Barcelone
Le 4 juillet 2017, Everton annonce que le FC Barcelone active la clause de rachat attachée au contrat du joueur, qui retourne donc dans son club formateur. Le 21 octobre suivant, l'Espagnol inscrit son premier but sous le maillot du Barça en championnat face au Málaga CF (2-0).

### Prêt et transfert au Watford FC
En manque de temps de jeu, Deulofeu est prêté pour six mois au Watford FC le 29 janvier 2018.
Deux jours plus tard, l'Espagnol prend part à son premier match avec les Hornets contre Stoke City (0-0). Le 5 février 2018, il inscrit son premier but avec Watford à l'occasion d'un match de Premier League face au Chelsea FC (victoire 4-1). Touché à la cheville fin février 2018, il manque deux mois de compétition. Deulofeu participe à sept matchs avec Watford avant de réintégrer l'effectif du Barça à l'issue de la saison.
Le 11 juin 2018, Deulofeu est définitivement transféré à Watford. La saison 2018-2019 est la plus prolifique en termes de buts en Angleterre pour Deulofeu, qui inscrit dix buts en trente matchs de Premier League.
Le 29 février 2020, l'Espagnol quitte la pelouse sur civière lors de la réception de Liverpool après s'être blessé au genou droit. Deux jours plus tard, le club de Watford annonce que Gerard Deulofeu doit subir une opération chirurgicale après que les images ont confirmé une rupture du ligament croisé du genou et un ménisque déchiré.

### Udinese
Le 5 octobre 2020, Deulofeu est prêté pour une saison à l'Udinese Calcio. Il prend part à douze matchs avec le club italien lors de la première moitié de championnat avant de s'engager définitivement avec celui-ci le 30 janvier 2021.

### Équipe nationale
Dès l'âge de quinze ans, Gerard Deulofeu est convoqué par les équipes juniors de l'Espagne. En 2011, il remporte le Championnat d'Europe des moins de 19 ans.
Le 12 juillet 2012, il inscrit deux buts face à la France en demi-finale du Championnat d'Europe des moins de 19 ans (3-3). Lors du même match, il marque le tir au but décisif qui qualifie l'Espagne pour la finale. Finale qu'il remporte pour la deuxième fois consécutive.
Vicente del Bosque fait débuter Deulofeu avec l'Espagne le 30 mai 2014 lors d'un match amical contre la Bolivie avant la Coupe du monde au Brésil. Le milieu espagnol porte le maillot de l'Espagne espoirs à 36 reprises et inscrit 17 buts entre 2012 et 2017. Il en est par ailleurs le meilleur buteur et le recordman du nombre de sélections.
Le 28 mars 2017, soit près de trois ans après sa première sélection avec la Roja, il entre en jeu à la 67e minute du match amical face à l'équipe de France et inscrit le second but des Espagnols, qui s'imposent 0-2 au Stade de France.

## Statistiques

### Statistiques détaillées
| Saison                | Club                  | Championnat           | Championnat | Championnat | Championnat | Coupe nationale | Coupe nationale | Coupe nationale | Coupe de la Ligue | Coupe de la Ligue | Coupe de la Ligue | Supercoupe | Supercoupe | Supercoupe | Compétition(s) continentale(s) | Compétition(s) continentale(s) | Compétition(s) continentale(s) | Compétition(s) continentale(s) | Espagne | Espagne | Espagne | Total | Total | Total |
| Saison                | Club                  | Division              | M.          | B.          | P.d.        | M.              | B.              | P.d.            | M.                | B.                | P.d.              | M.         | B.         | P.d.       | Comp.                          | M.                             | B.                             | P.d.                           | M.      | B.      | P.d.    | M.    | B.    | P.d.  |
| 2010-2011             | FC Barcelone B        | D2                    | 1           | 0           | 0           | -               | -               | -               | -                 | -                 | -                 | -          | -          | -          | -                              | -                              | -                              | -                              | -       | -       | -       | 1     | 0     | 0     |
| 2011-2012             | FC Barcelone B        | D2                    | 34          | 9           | 9           | -               | -               | -               | -                 | -                 | -                 | -          | -          | -          | -                              | -                              | -                              | -                              | -       | -       | -       | 34    | 9     | 9     |
| 2012-2013             | FC Barcelone B        | D2                    | 33          | 18          | 5           | -               | -               | -               | -                 | -                 | -                 | -          | -          | -          | -                              | -                              | -                              | -                              | -       | -       | -       | 33    | 18    | 5     |
| Sous-total            | Sous-total            | Sous-total            | 68          | 27          | 14          | -               | -               | -               | -                 | -                 | -                 | -          | -          | -          | -                              | -                              | -                              | -                              | -       | -       | -       | 68    | 27    | 14    |
| 2011-2012             | FC Barcelone          | Liga                  | 1           | 0           | 0           | -               | -               | -               | -                 | -                 | -                 | -          | -          | -          | C1                             | 1                              | 0                              | 0                              | -       | -       | -       | 2     | 0     | 0     |
| 2012-2013             | FC Barcelone          | Liga                  | 1           | 0           | 0           | 1               | 0               | 0               | -                 | -                 | -                 | -          | -          | -          | C1                             | 2                              | 0                              | 0                              | -       | -       | -       | 4     | 0     | 0     |
| Sous-total            | Sous-total            | Sous-total            | 2           | 0           | 0           | 1               | 0               | 0               | -                 | -                 | -                 | -          | -          | -          | -                              | 3                              | 0                              | 0                              | -       | -       | -       | 6     | 0     | 0     |
| 2013-2014             | Everton FC (prêt)     | Premier League        | 25          | 3           | 3           | 2               | 0               | 0               | 2                 | 1                 | 1                 | -          | -          | -          | -                              | -                              | -                              | -                              | 1       | 0       | 0       | 30    | 4     | 4     |
| Sous-total            | Sous-total            | Sous-total            | 25          | 3           | 3           | 2               | 0               | 0               | 2                 | 1                 | 1                 | -          | -          | -          | -                              | -                              | -                              | -                              | 1       | 0       | 0       | 30    | 4     | 4     |
| 2014-2015             | Séville FC (prêt)     | Liga                  | 17          | 1           | 5           | 6               | 2               | 2               | -                 | -                 | -                 | -          | -          | -          | C3                             | 5                              | 0                              | 2                              | -       | -       | -       | 28    | 3     | 9     |
| Sous-total            | Sous-total            | Sous-total            | 17          | 1           | 5           | 6               | 2               | 2               | -                 | -                 | -                 | -          | -          | -          | -                              | 5                              | 0                              | 2                              | -       | -       | -       | 28    | 3     | 9     |
| 2015-2016             | Everton FC            | Premier League        | 26          | 2           | 8           | 1               | 0               | 0               | 6                 | 2                 | 3                 | -          | -          | -          | -                              | -                              | -                              | -                              | -       | -       | -       | 33    | 4     | 11    |
| 2016-2017             | Everton FC            | Premier League        | 11          | 0           | 0           | 1               | 0               | 1               | 1                 | 0                 | 0                 | -          | -          | -          | -                              | -                              | -                              | -                              | -       | -       | -       | 13    | 0     | 1     |
| Sous-total            | Sous-total            | Sous-total            | 37          | 2           | 8           | 2               | 0               | 1               | 7                 | 2                 | 3                 | -          | -          | -          | -                              | -                              | -                              | -                              | -       | -       | -       | 46    | 4     | 12    |
| 2016-2017             | AC Milan (prêt)       | Serie A               | 17          | 4           | 3           | 1               | 0               | 0               | -                 | -                 | -                 | -          | -          | -          | -                              | -                              | -                              | -                              | 2       | 1       | 0       | 20    | 5     | 3     |
| Sous-total            | Sous-total            | Sous-total            | 17          | 1           | 3           | 1               | 0               | 0               | -                 | -                 | -                 | -          | -          | -          | -                              | -                              | -                              | -                              | 2       | 1       | 0       | 20    | 2     | 3     |
| 2017-2018             | FC Barcelone          | Liga                  | 10          | 1           | 1           | 2               | 1               | 0               | -                 | -                 | -                 | 2          | 0          | 0          | C1                             | 3                              | 0                              | 0                              | 1       | 0       | 0       | 18    | 2     | 1     |
| Sous-total            | Sous-total            | Sous-total            | 10          | 1           | 1           | 2               | 1               | 0               | -                 | -                 | -                 | 2          | 0          | 0          | -                              | 3                              | 0                              | 0                              | 1       | 0       | 0       | 18    | 2     | 1     |
| 2017-2018             | Watford FC (prêt)     | Premier League        | 7           | 1           | 0           | -               | -               | -               | -                 | -                 | -                 | -          | -          | -          | -                              | -                              | -                              | -                              | -       | -       | -       | 7     | 1     | 0     |
| 2018-2019             | Watford FC            | Premier League        | 30          | 10          | 5           | 3               | 2               | 0               | -                 | -                 | -                 | -          | -          | -          | -                              | -                              | -                              | -                              | -       | -       | -       | 33    | 12    | 5     |
| 2019-2020             | Watford FC            | Premier League        | 28          | 4           | 5           | -               | -               | -               | 2                 | 0                 | 0                 | -          | -          | -          | -                              | -                              | -                              | -                              | -       | -       | -       | 30    | 4     | 5     |
| Sous-total            | Sous-total            | Sous-total            | 65          | 14          | 10          | 3               | 2               | 0               | 2                 | 0                 | 0                 | -          | -          | -          | -                              | -                              | -                              | -                              | -       | -       | -       | 70    | 16    | 10    |
| 2020-2021             | Udinese Calcio (prêt) | Serie A               | 13          | 1           | 1           | 2               | 1               | 0               | -                 | -                 | -                 | -          | -          | -          | -                              | -                              | -                              | -                              | -       | -       | -       | 15    | 2     | 1     |
| 2021-2022             | Udinese Calcio        | Serie A               | 34          | 13          | 5           | 1               | 0               | 0               | -                 | -                 | -                 | -          | -          | -          | -                              | -                              | -                              | -                              | -       | -       | -       | 35    | 13    | 5     |
| 2022-2023             | Udinese Calcio        | Serie A               | 9           | 1           | 6           | 1               | 1               | 1               | -                 | -                 | -                 | -          | -          | -          | -                              | -                              | -                              | -                              | -       | -       | -       | 10    | 2     | 7     |
| Sous-total            | Sous-total            | Sous-total            | 56          | 15          | 5           | 4               | 2               | 1               | -                 | -                 | -                 | -          | -          | -          | -                              | -                              | -                              | -                              | -       | -       | -       | 60    | 17    | 6     |
| Total sur la carrière | Total sur la carrière | Total sur la carrière | 278         | 61          | 47          | 20              | 7               | 4               | 11                | 3                 | 4                 | 2          | 0          | 0          | -                              | 11                             | 0                              | 0                              | 4       | 1       | 0       | 326   | 72    | 55    |

### Buts internationaux
| 0 | Date         | Sélection | Lieu                                 | Score | Résultat | Adversaire | Compétition  |
| - | ------------ | --------- | ------------------------------------ | ----- | -------- | ---------- | ------------ |
| 1 | 28 mars 2017 | 3         | Stade de France, Saint-Denis, France | 0-2   | 0-2      | France     | Match amical |

## Palmarès

### En club
- FC Barcelone
  - Champion d'Espagne en 2013 et 2018.
- Séville FC
  - Vainqueur de la Ligue Europa en 2015.
- Watford FC
  - Finaliste de la Coupe d'Angleterre en 2019.

### En sélection
- Espagne -17 ans
  - Finaliste du Championnat d'Europe en 2010.
- Espagne -19 ans
  - Vainqueur du Championnat d'Europe en 2011 et 2012.
- Espagne espoirs
  - Finaliste du Championnat d'Europe en 2017.

### Distinctions individuelles
- Meilleur joueur du Championnat d'Europe des moins de 19 ans en 2012
- Prix LFP du meilleur joueur de D2 espagnole en 2013
- Recordman du nombre de sélections en équipe d'Espagne espoirs (36 sélections)
- Meilleur buteur en équipe d'Espagne espoirs (17 buts).